# Constantin al II-lea Ducas
Constantin Ducas (greacă Κωνσταντίνος Δούκας, Kōnstantinos Doukas), (c. 1074–c. 1095) a fost co-împărat bizantin între 1074-1078 și 1081-1087. A fost fiul împăratului Mihail VII Ducas și a soției acestuia Maria de Alania.
A fost un copil de o frumusețe deosebită. A fost desemnat succesor la domnie de mic copil și numele său e însoțit de titlul de împărat în actele vremii. Constantin a fost logodit cu o fiică a lui Robert Guiscard; propunerea e cuprinsă într-un document redactat de Mihail Psellos însuși. Prerogativele sale au fost suprimate de Nichifor al III-lea Botaniates, dar o dată cu suirea pe tron a lui Alexios I Comnen ele îi sunt din nou confirmate. Este logodit acum cu Ana, fiica noului împărat și este privit alături de ea ca succesor legitim la tron. 
Constituția fragilă a lui Constantin precum și nașterea unui moștenitor masculin al împăratului Alexios i-au subminat acestuia poziția de moștenitor. În 1087, de la nașterea viitorului împărat Ioan II Comnen i-a fost retras titul de co-împărat și moștenitor, dar rămâne un apropiat al împăratului. Aparent, Constantin a murit foarte tânăr, în jurul anului 1095.